# Vladimir Děžurov
Vladimir Nikolajevič Děžurov (rusky Владимир Николаевич Дежуров, * 30. července 1962 v Javasu, Mordvinská ASSR, RSFSR, SSSR) byl od října 1987 do července 2004 ruský kosmonaut, člen oddílu kosmonautů Střediska přípravy kosmonautů J. A. Gagarina. Roku 1995 vzlétl v Sojuzu TM-21 na stanici Mir ke čtyřměsíčnímu letu. Roku 2001 absolvoval druhý čtyřměsíční kosmický let na Mezinárodní vesmírnou stanici (ISS) v Expedici 3. Celkem strávil ve vesmíru 244 dní, 5 hodin a 30 minut.

## Život

### Mládí
Vladimir Děžurov pochází z vesnice Javas v Mordvinské republice v Rusku, je ruské národnosti. Roku 1983 absolvoval Charkovskou vojenskou vysokou školu, poté sloužil v Tiraspolu u 119. stíhací letecké divize.

### Kosmonaut
Roku 1987 se zúčastnil výběru do oddílu kosmonautů Střediska přípravy kosmonautů J. A. Gagarina (CPK). Dne 26. března 1987 byl Meziresortní komisí doporučen k přípravě a 6. října 1987 se stal členem oddílu kosmonautů CPK. Absolvoval dvouletou všeobecnou kosmickou přípravu a 21. července 1989 získal kvalifikaci zkušební kosmonaut.
Začal se připravovat k letům na stanici Mir. Do posádky byl zařazen až po pěti letech. V květnu 1994 byl jmenován velitelem 18. základní expedice (další členové byli Gennadij Strekalov a Norman Thagard).

#### První let
Do vesmíru vzlétl 14. března 1995 v Sojuzu TM-21. Základní expedice 18 – Děžurov, Strekalov, Thagard převzala stanici od Expedice 17, jejíž tři členové – Alexandr Viktorenko, Jelena Kondakovová a rekordman Valerij Poljakov (437 dní ve vesmíru) – po týdnu přistáli se Sojuzem TM-20. Thagard byl první Američan dlouhodobě pobývající na Miru.

#### Mezi lety
Od března 1997 pracoval ve skupině představitelů CPK v Johnsonovu vesmírném středisku v Houstonu. V říjnu 1997 byl jmenován do záložní posádky Expedice 1 a hlavní posádky Expedice 3 v programu ISS.

#### Druhý let
Podruhé do kosmu odstartoval 10. srpna 2001 v raketoplánu Discovery (let STS-105). Expedice 3 – velitel Frank Culbertson, pilot Děžurov a palubní inženýr Michail Ťurin – převzala stanici od Expedice 2, jejíž členové (Jurij Usačov, Susan Helmsová a James Voss) se vrátili na Zem v raketoplánu. Během letu Děžurov čtyřikrát vystoupil do otevřeného vesmíru. Členové Expedice 3 přistáli na palubě raketoplánu Endeavour 17. prosince 2001.
V červenci 2004 odešel z oddílu kosmonautů.